# Kia K111

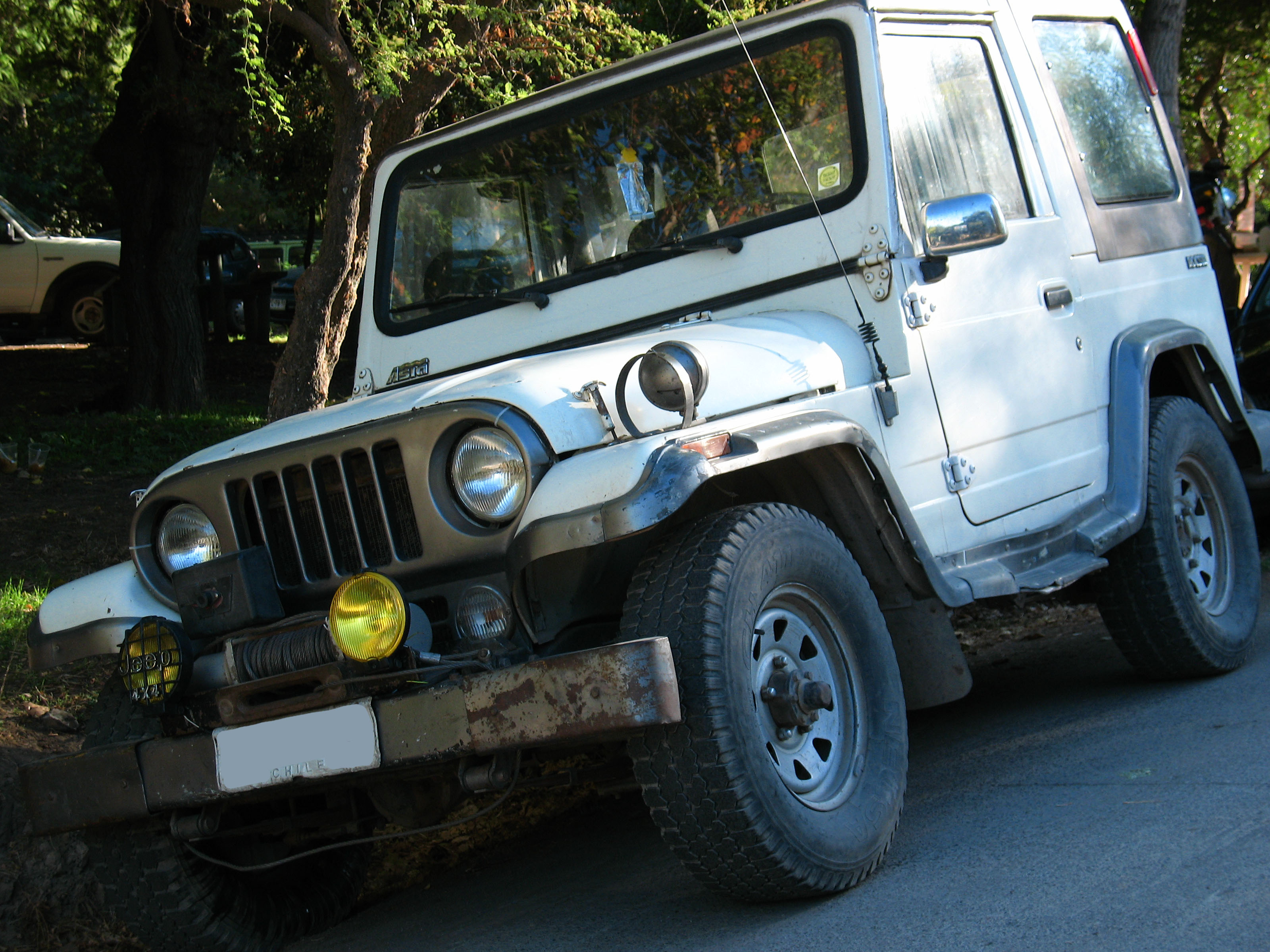
Asia Rocsta

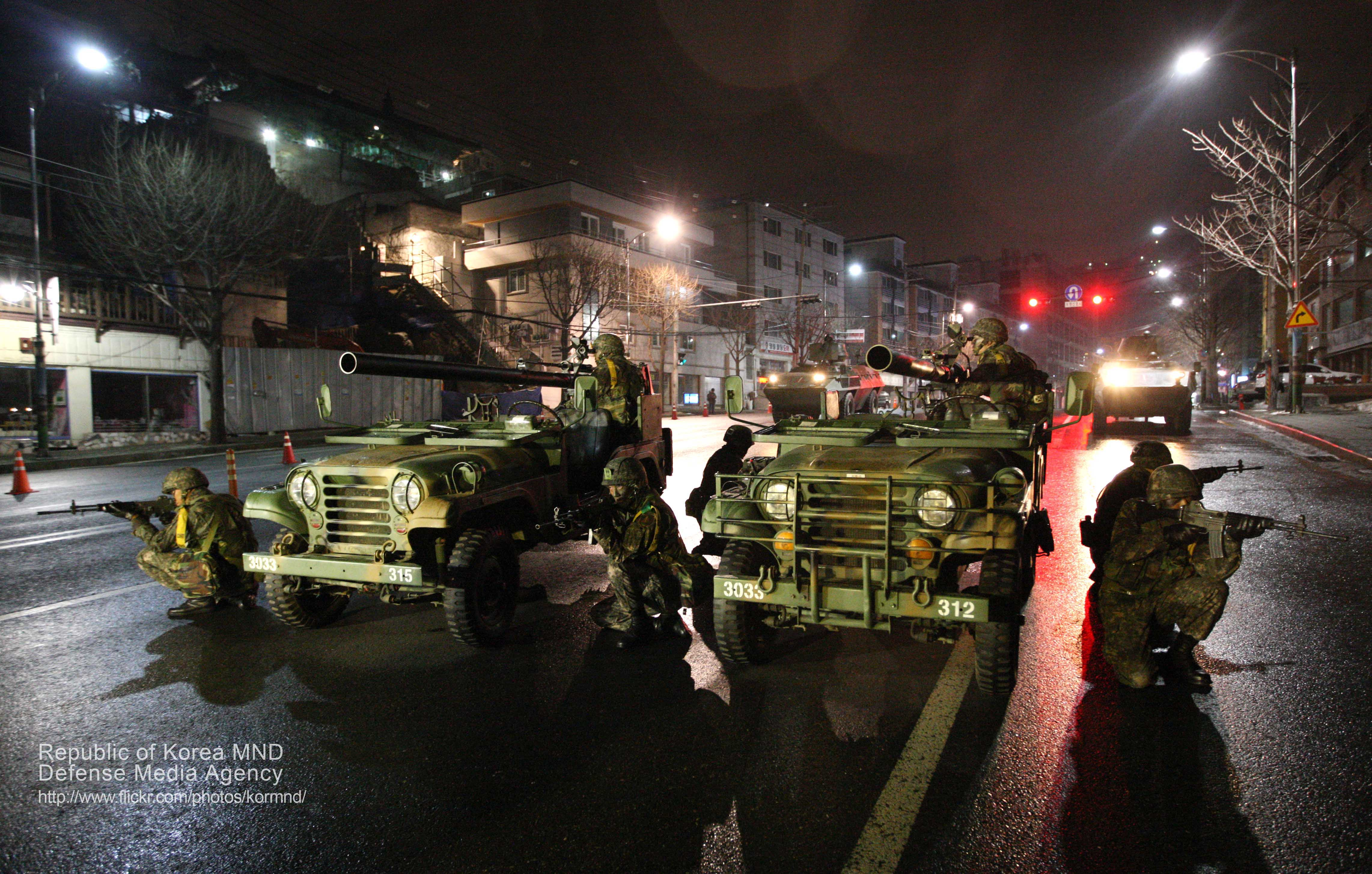
Kia K116

Kia K111 — грузопассажирский автомобиль повышенной проходимости (внедорожник), выпускаемый южнокорейской корпорацией Kia Motors с 1978 по 1997 год. Базовой моделью для Kia K111 стала американская M151 MUTT.
Во времена Корейской войны южнокорейская армия эксплуатировала автомобили M606. С 1980-х годов в армию поставляются автомобили Kia K111.
В 1990 году был налажен выпуск гражданской версии Asia Rocsta с двигателем внутреннего сгорания Mazda T2000. Производство завершилось в 1997 году.

## Модификации
- К111 — базовая модель.
- К112 — перевозчик боеприпасов для противотанковых ракет.
- К113 — пусковая установка противотанковых ракет.
- К114 — фургон.
- К115 — санитарный автомобиль.
- K116 — 106-мм безоткатная орудийная установка.
- К117 — автомобиль с прожектором в кузове.